# Pseudosmittia rivulorum
Pseudosmittia rivulorum är en tvåvingeart som först beskrevs av Akhrorov 1975.  Pseudosmittia rivulorum ingår i släktet Pseudosmittia och familjen fjädermyggor. Inga underarter finns listade i Catalogue of Life.